# Nokia 5210

Nokia 5210 este un telefon produs de Nokia.
Carcasa Xpress-on ™ protejează împotriva stropirii, prafului și lovirii, ecranul de fundal este portocaliu, afișaj ceas complet digital, lumina de fundal ritmică și avertizarea prin vibrare, WAP, cronometru, temporizator și termometru intern. Termometrul afișează temperatura internă a bateriei telefonului. Vine preinstalat cu jocurile Snake II, Space Impact, Bantumi, Pairs II și Bumper.
Ecranul este monocrom cu 5 linii.
Bateria rezistă până la 3 ore și 50 minute în modul convorbire și în modul stand-by până la 170 de ore.